# 프로테우스 (위성)

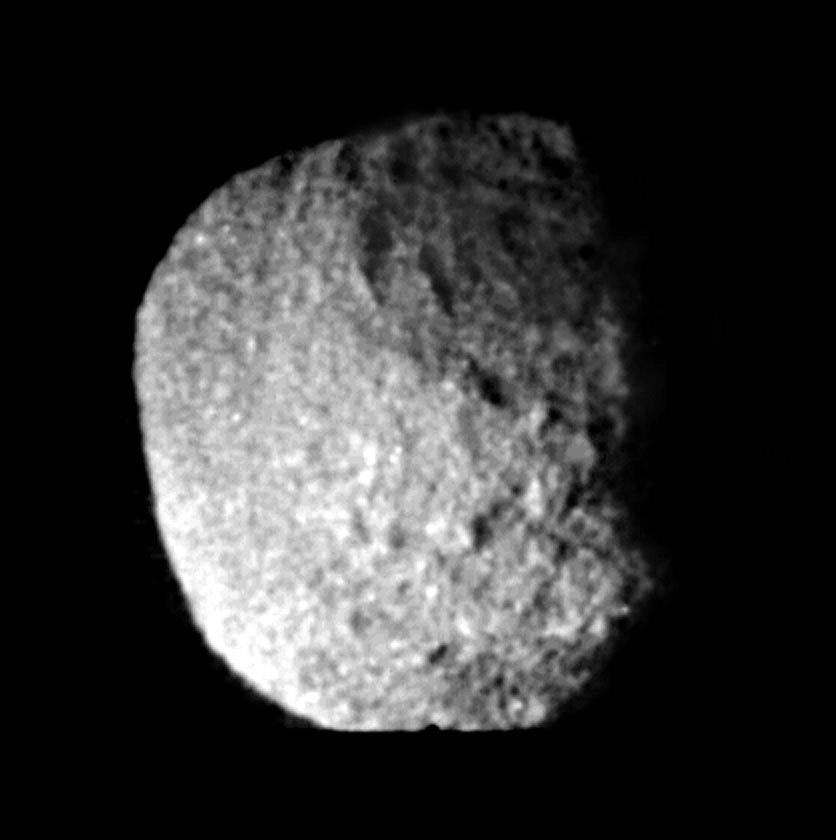

프로테우스(Proteus) 또는 해왕성 VIII는 해왕성의 위성 중 두 번째로 크며, 해왕성에서 가까운 곳을 도는 위성들 중에서는 가장 크다. 프로테우스는 둥근 구형이 아닌 위성들 중 가장 질량이 큰 존재이다. 이름은 그리스 신화에 등장하는, 자기 모습을 바꾸는 신 프로테우스에서 따왔다.

## 발견
프로테우스는 1989년 보이저 2호가 해왕성을 스쳐 지나가면서 찍은 사진을 통해 발견되었다. 발견 당시 프로테우스는 임시 명칭 S/1989 N 1을 받았다. 스테판 P. 시노트와 브래드퍼드 A. 스미스는 1989년 7월 7일 IAU 회보 4806호에서 발견사실을 공표했다. 공표 당시 '21일 동안 17프레임의 화상을 얻었다'는 말만 했기 때문에, 실제 발견일은 21일 전인 6월 16일이 되는 셈이다.

## 특징
프로테우스의 지름은 418킬로미터 정도로, 트리톤을 제외한 해왕성의 위성들 중 가장 크다(태양계 전체에서는 19번째로 큰 위성이다). 그러나 해왕성이 반사하는 빛 때문에 상대적으로 어두운 프로테우스를 망원경으로 찾아내기는 곤란했다.
프로테우스의 표면은 수많은 충돌구로 덮여 있고, 지질학적으로 활동한 흔적은 없다. 프로테우스는 불규칙한 모양을 하고 있으며, 과학자들은 이 천체를 자체 중력으로 둥근 모양이 되는 하한선 바로 아래 위치한 것으로 본다. 토성의 위성 미마스의 경우 프로테우스보다 낮은 밀도를 지녔기 때문에, 질량이 더 작음에도 불구하고 구형의 모습을 지니고 있다.